# Зиани, Ильес
Ильес Зиани (нидерл. Ilyes Ziani; род. 20 июня 2003, Бельгия) — марокканский и бельгийский футболист, полузащитник клуба «Стандард».

## Клубная карьера
Зиани — воспитанник клуба «Юнион». 15 декабря 2021 года в матче против «Зюлте-Варегем» он дебютировал в Жюпиле лиге. По итогам сезона Зиани помог команде завоевать серебряные медали. 